# Nic Weber

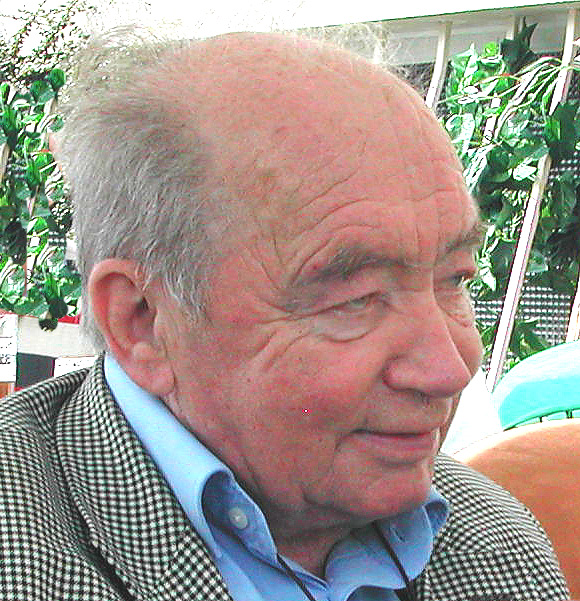
Nic Weber (2006)

Nic Weber (* 6. Juni 1926 in Brachtenbach; † 11. September 2013) war ein luxemburgischer Journalist, Verleger und Schriftsteller.

## Leben
Nic Weber wuchs in einer Familie mit drei Geschwistern auf. Er besuchte das Lyzeum in Echternach. Zitat: „Hier lernte ich lernen, Bücher gerne haben; hier traf ich gute Menschen, die unmerklich erzogen, ohne Verzieher oder Vorgesetzte zu sein. Professoren, wie sie nur hier – kleinbürgerlich bisweilen, großmenschlich immer – zu leben wussten.“
Wegen des Schülerstreiks von 1942 kam er in ein Umerziehungslager nach Stahleck, anschließend wurde er zur Flak nach Esch/Alzette eingezogen. Die sogenannte Ardennenoffensive überlebte er in seinem Heimatdorf, das von Kampfhandlungen betroffen war.
Von 1947 bis 1953 studierte Nic Weber in Paris Altdeutsch und Altenglisch. Er besuchte die Sorbonne, die «Haute Ecole de Journalisme», die «Ecole supérieure des Affaires Sociales, Etudes Internationales» und die «Ecole du Louvre». 1950 wurde er bei der „United Press“ als Redakteur eingestellt.
1951 heiratete er Miep H. E. Roselle. Seit 1953 lebte er wieder in Luxemburg und arbeitete dort bei der „Revue“ und beim „tageblatt“. Zudem war er Sekretär, Kassierer, Vizepräsident und Präsident des Journalistenverbandes. Ab 1959 war er bei Radio Luxemburg (RTL) tätig, wo er bis zum Posten des Chefredakteurs aufstieg.

## Werke
- Der Traum mit dem Messer oder eine Anleitung zum Gesellschaftsspiel. In: CL (Cahiers luxembourgeois) 1956/4
- Das Medaillon. In: CL 1957/5,6
- Ein Haus brennt ab. In: CL 1958/1,2
- Der Zaunkreis. In: CL 1958/3
- Notizen zu einer Deutschlandreise am Rande eines Schriftstellerkongresses. In: CL 1958/4,5
- Die Stadt (zu den Bildern von Romain Urhausen). 1958
- An der Grenze von Land und See. (Übertragung der Lyrik von Paul Snoek ins Deutsche); 1963
- Der unbekannte Soldat. In: CL 1964/3
- Reiche Ernte. In: CL 1965/2
- Rhemara, die Maer vom Rehbuben. In: CL 1965/3,4
- Lyrik aus Luxemburg. Stierstadt im Taunus 1968
- Die lauen Bruchpiloten. Zwei Erzählungen. Luxemburg: Institut grand-ducal. Section des arts et des lettres; 1980
- Septembertage '44 und Landschaft '94. In: CL 1994/4
- Von Mac (zum Tode von Mac Schleich). In: CL 1994/5
- Paris mit Jacques Prévert und Romain Urhausen. In: CL 1997/2
- Die freie Presse. In: CL 1998/1
- Goethes Zeichnungen, Köpenicks Grab. In: CL 1999/1
- Reisebilder (aus Südengland und Kleinasien) In: CL 2003/3
- Im Bereldinger Garten. In: CL 2003/4

## Auszeichnungen
- 1999: Prix Batty Weber